# Ibirama
Ibirama é um município do estado de Santa Catarina, no sul do Brasil. Está a uma latitude 27º03'25" sul e a uma longitude 49º31'04" oeste, e altitude de 150 metros.
Localizada no centro do Vale do Itajaí, nas margens do Rio Hercílio, a cidade é acessada pela BR-470 e sua população estimada em 2022 era de 19 862 habitantes.
Atualmente é comandada pelo prefeito Duílio  Gehrke com mandato de 2025 a 2028.

## Topônimo
"Ibirama" é uma palavra tupi que significa "região das árvores".

## História
Até o século XVI, a região onde se localiza a cidade situava-se na fronteira entre o território tradicional dos índios carijós, no litoral e o território tradicional dos índios caingangues, no interior. A partir desse século, com a chegada dos exploradores europeus, as populações indígenas nativas passaram a ser perseguidas por estes para servirem de mão de obra escrava.
Em 30 de março de 1897 foram doadas à Sociedade Colonizadora Hanseática terras de Santa Catarina destinadas à colonização. Essas terras eram localizadas entre os rios Hercílio e Itapocu. Essa sociedade foi criada em Hamburgo, na Alemanha. No dia 7 de novembro de 1897 saíram da Subida (em Apiúna, Santa Catarina), o presidente da Sociedade Colonizadora Hanseática, A. W. Sellin; o engenheiro Emil Odebrecht; seis operários brasileiros e um cozinheiro alemão, em canoas subindo o Rio Itajaí-Açu até chegarem à confluência com o Rio Itajaí do Norte, onde pernoitaram. No dia seguinte (8 de novembro de 1897) chegaram à Barra do Ribeirão Taquaras, onde foi oficializada a fundação. Foram feitas explorações, achou-se o lugar ideal para a sede, denominada Hamônia. Seus colonizadores foram principalmente alemães e italianos.
O distrito de Hamônia foi criado em 1912, subordinado ao município de Blumenau. Foi elevado à categoria de município em 1934 com a denominação de Dalbérgia, desmembrando-se de Blumenau, tendo seu nome alterado novamente para Hamônia no ano seguinte. Em 1943, o município foi renomeado para Ibirama e o distrito de Getúlio Vargas passou a ser chamado Presidente Getúlio. Os distritos de Presidente Getúlio, Gustavo Richard e Mirador desmembraram-se em 1953 para formar o novo município de Presidente Getúlio. O distrito de Dalbérgia foi criado em 1960 e o distrito de José Boiteux foi elevado à categoria de município em 1989. Desde 1995, o município de Ibirama é composto por dois distritos: Ibirama e Dalbérgia.

## Economia
As principais atividades econômicas do município são:
- Agricultura;
- Comércio;
- Confecção de têxteis;
- Pequenas e médias empresas;
- Setor Moveleiro;
- Turismo.

## Infraestrutura

### Educação
Ibirama possui um campus da Udesc, o Centro de Educação Superior do Alto Vale do Itajaí (Ceavi), que oferece os cursos de Ciências Contábeis, Engenharia Civil e Engenharia de Software, assim como um campus do Instituto Federal Catarinense, ambos localizados no bairro Bela Vista.

### Saúde
Localizado no centro da cidade, o Hospital Dr. Waldomiro Colautti faz parte da rede de hospitais públicos de Santa Catarina e atende toda a região do Alto Vale do Itajaí.
A cidade também é provida de uma corporação de bombeiros voluntários que atendem a região desde 1983 e hoje operam juntamente com uma ambulância do tipo USB do SAMU.

## Turismo
Ibirama é localizada no interior do Vale do Itajaí. Suas riquezas naturais são inestimáveis. Lá encontram-se belos rios e riachos, mata atlântica virgem e belas paisagens em geral. Conhecida como a cidade dos belos panoramas, possui também o título de Capital Catarinense do Turismo de Aventura.
Entre suas atrações ecológicas pode-se destacar:
- Rafting ecológico (Rio Itajaí-Açu e Rio Hercílio);
- Rappel;
- Tirolesa (a maior Tirolesa Urbana do sul do Brasil, com 1080 metros);
- Trilhas e Caminhadas ecológicas;
- Canyoning;
- Serra Mirador, voo livre;
- Cachoeiras em diversos pontos.

A Tirolesa de Ibirama é considerada a maior tirolesa urbana do sul do Brasil, com 1080 metros de extensão, atravessando o centro da cidade e o Rio Hercílio. A recepção está localizada atrás do antigo Hospital Hansahoehe e a atração funciona aos fins de semana.
Em parte do município está localizada a Floresta Nacional de Ibirama, que abrange também os municípios de Apiúna e Ascurra. A FLONA de Ibirama, como é conhecida, é uma unidade de conservação federal com área de 570 hectares, ocupada principalmente por florestas nativas e exóticas. Na unidade, são realizadas atividades de visitação, pesquisa científica, educação ambiental, fiscalização e desenvolvidos projetos envolvendo as comunidades do entorno, principalmente a de Ribeirão Taquaras, onde fica a sede e o acesso principal à unidade de conservação.

## Cultura
O antigo Hospital Hansahoehe foi fundado no início do século XX e serviu a comunidade por muitos anos, sendo também utilizado como cinema e teatro. Atualmente, o prédio abriga o Museu Histórico Eduardo Lima e Silva Hoerhann, com um acervo que inclui peças antigas, fotografias e relatos da história local.
A Casa do Artesanato de Ibirama localiza-se no Parque Municipal Manoel Marchetti e expõe os mais diversos artigos de produtores locais.
Periodicamente acontece na cidade a festa natalina Weihnachtsmarkt (Mercado de Natal), geralmente no início de dezembro, com shows artísticos, exposição de artesanato, gastronomia típica e o tradicional desfile de lanternas e alegorias.

## Esporte
O clube de futebol da cidade, o Atlético Hermann Aichinger, disputa com frequência a primeira divisão do Campeonato Catarinense, tendo sido vice-campeão em 2004 e 2005, o que lhe permitiu disputar a Copa do Brasil em 2005 e 2006. A equipe disputa suas partidas no Estádio da Baixada, que tem capacidade para 3000 pessoas.
Ibirama também se destaca no cenário estadual e nacional com vários atletas de downhill, badminton e atletismo, entre outros.

## Divisões administrativas
O perímetro urbano do município está dividido em 11 bairros e um distrito:
- Centro
- 25 de Julho
- Taquaras
- Areado
- São Miguel
- Anchieta
- Ponto Chic
- Bela Vista
- Progresso
- Operário
- Nova Stettin
- Distrito de Dalbérgia

Além destes, existem várias localidades rurais como Ribeirão das Pedras, Rio Sellin, Rio Rafael, Caminho do Meio, entre outros.